# George Eastman House
George Eastman House je najstarejši muzej na svetu, ki obravnava fotografsko tematiko in eden najstarejših filmskih arhivov. Odprt je bil leta 1949. Nahaja se v Rochestru, v ZDA. Poleg muzejske dejavnosti velja George Eastman House za eno najboljših prezervatorskih in konzervatorskih ustanov za področje filma in fotografije na svetu. Muzej se nahaja v hiši, ki jo je zgradil George Eastman, ustanovitelj podjetja Eastman Kodak.